# Pontophilus brevirostris
Pontophilus brevirostris is een garnalensoort uit de familie van de Crangonidae. De wetenschappelijke naam van de soort is voor het eerst geldig gepubliceerd in 1881 door Smith.